# Aktivní záloha ozbrojených sil České republiky

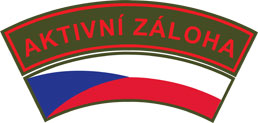
Logo Aktivní zálohy

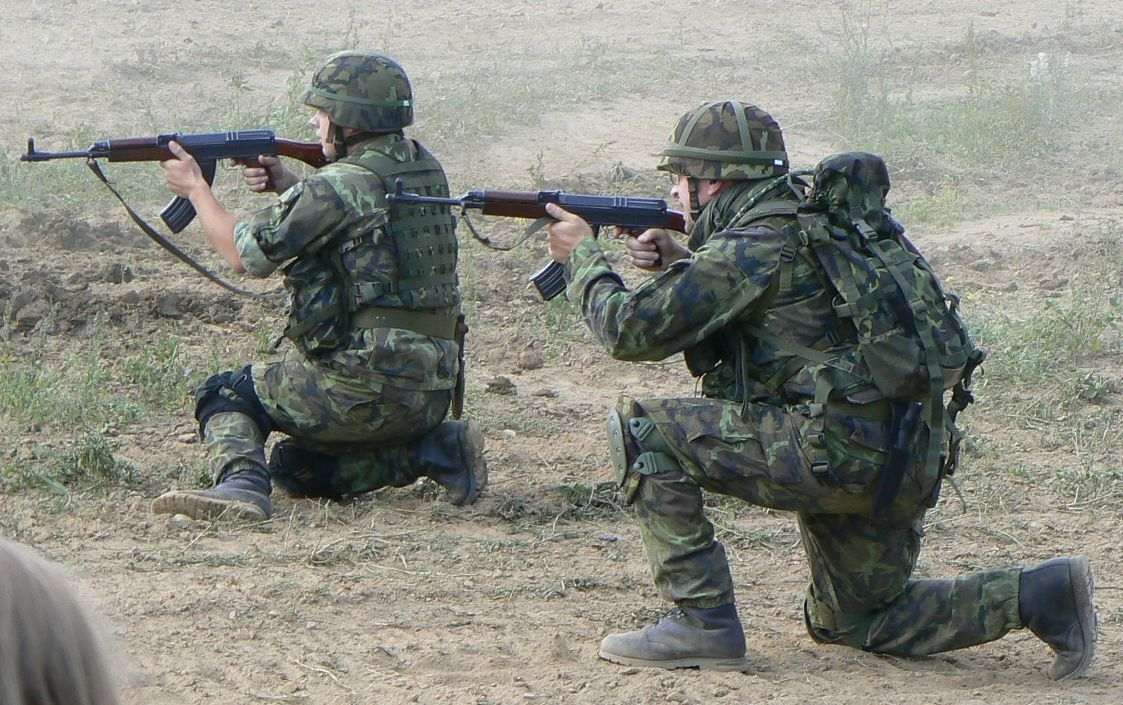
Členové Aktivních záloh Armády České republiky na Šestém tankovém dni

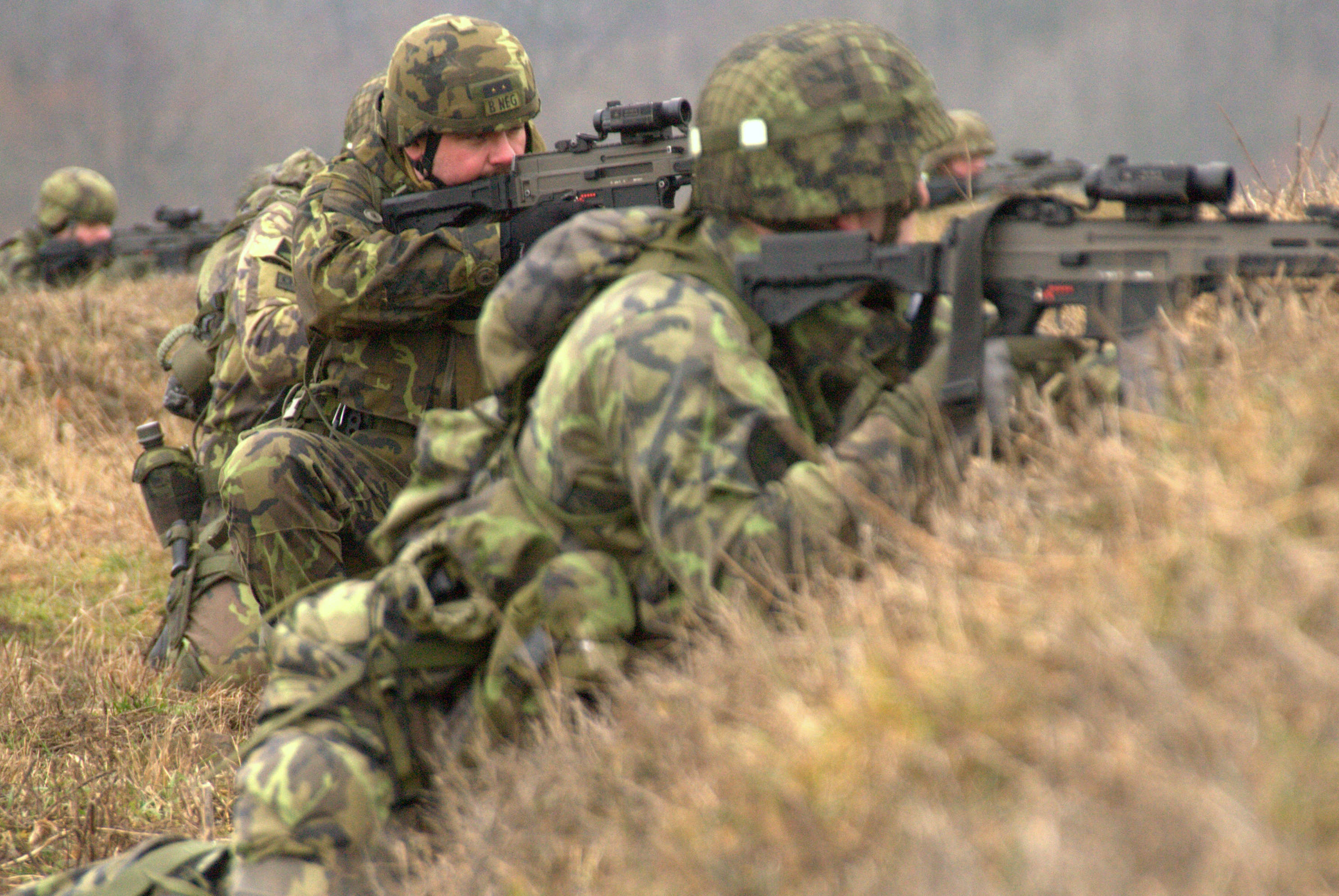
Četa AZ 41. mpr Žatec

Aktivní záloha – AZ, dříve též Aktivní záloha dobrovolná – AZD, je součástí ozbrojených sil České republiky, které se zřizují na základě zákona číslo 585/2004 Sb., o branné povinnosti a jejím zajišťování (branný zákon) a zákona 45/2016 Sb., o službě vojáků v záloze. Příslušníci aktivní zálohy se několik týdnů v roce věnují vojenskému výcviku a zbylý čas se věnují civilnímu zaměstnání – tak mohou kombinovat dvě povolání, vojenské a civilní.
Aktivní záloha se využívá především pro doplňování ozbrojených sil za stavu ohrožení státu, za válečného stavu nebo při vzniku nevojenských krizových situací – zejména k pomoci při živelných a ekologických pohromách.
Jednotky aktivní zálohy lze rozdělit do tří větví: 1. teritoriální pěší roty; 2. jednotky AZ u útvarů Armády ČR, Vojenské policie, Vojenského zpravodajství a Hradní stráže a 3. specializovaná služební místa na štábech a velitelstvích.

## Důvody vzniku a cíle aktivních záloh
- Snaha zajistit, aby v případě náhlého zvýšení nároků na Ozbrojené síly České republiky (např. živelná pohroma, stav ohrožení státu, válečný stav) bylo možno dočasně navýšit počet příslušníků ozbrojených sil.
- Umožnit dobrovolníkům, kteří chtějí pomoci v případě ohrožení vlasti, podílet se na zajištění bezpečnosti České republiky.
- Zajištění odborných služeb, které jsou spíše civilního rázu (např. odborník IT), které se malé profesionální armádě nevyplatí ve větším měřítku provozovat, přestože nárazově může vzniknout jejich potřeba, například při sestavování kontingentů pro zahraniční nasazení armády. Pro takové případy je možné použít příslušníky aktivních záloh, kteří se potřebnému oboru věnují ve své civilní kariéře.
- Vytvoření mezičlánku, kterým se propojí vojenská a civilní sféra.

## Požadavky pro vstup do aktivních záloh
Příslušníkem aktivní zálohy se může stát občan České republiky, který již dosáhl 18
let, ale ještě nepřesáhl věk 60 let. Dalšími podmínkami pro zařazení občana do aktivní zálohy jsou potřeba ozbrojených sil, jeho zdravotní způsobilost, trestní bezúhonnost a prohlášení, že nepodporuje hnutí vedoucí k potlačení práv a svobod občanů. Pokud občan splní všechny podmínky, Krajské vojenské velitelství vydá rozhodnutí o zařazení do aktivní zálohy a rozhodnutí o zařazení na konkrétní služební místo a rozhodnutí o jmenování do hodnosti.

## Výcvik aktivní zálohy
Uchazeč o službu v aktivní záloze, který neprošel vojenskou službou, musí nejprve absolvovat Kurz základní přípravy v době trvání 6 týdnů. Kurz základní přípravy probíhá na Velitelství výcviku ve Vyškově na Moravě. Kurz základní přípravy je obdobou přijímače z dob základní vojenské služby. Do tohoto kurzu zpravidla, společně s uchazeči o službu v aktivní záloze, nastupují ti, kdo se přihlásili na dobrovolné vojenské cvičení.
Vojáci v aktivní záloze musí každý rok absolvovat vojenská cvičení v  maximální celkové délce do 84 dnů za rok (výcvik je rozdělen do několika cvičení v různých termínech). Odborná příprava se uskutečňuje ve Vojenské akademii Vyškov a v určených útvarech.
Výcvik je organizován zejména v terénu ve vojenském výcvikovém prostoru (Libavá, Hradiště, Boletice, Březina), případně v prostorech konkrétních útvarů. Některé jednotky absolvují i protipovodňová cvičení přímo v záplavových územích, kde staví protipovodňové stěny v součinnosti s příslušníky Integrovaných záchranných sborů a obecní policií, popřípadě další specializovaná cvičení.

## Historie aktivní zálohy

### Období 1. republiky
Systém záloh v Československé, resp. Česko-slovenské, republice byl upraven branným zákonem ze dne 19. března 1920, č. 193 Sb z. a n. Po skončení prezenční služby byli branci překládáni do zálohy, která se dělila na I. a II. zálohu. I. záloha měla za války doplnit aktivní armádu na válečný počet. Náleželi k ní záložníci až do konce 40. roku věku. II. záloha byla určena pro dobu války hlavně k strážní službě v týlu (dobově „v etapě a zápolí“) a patřili k ní záložníci od 41. – 50. roku. Ve II. záloze zůstávali do téhož věku zařazeni i příslušníci náhradní zálohy. Do náhradní zálohy přecházeli branci, kteří byli odvedeni nad počet, stanovený kontingentem branců, nebo ti, kteří byli prezenční službou hmotně poškozeni.
Příslušníci I. zálohy byli povinni vykonat čtyři cvičení ve zbrani: první dvě čtyřnedělní, druhá dvě třínedělní. Příslušníci náhradní zálohy vykonali o jedno čtyřnedělní cvičení více. Při zavedení nové výzbroje mohlo Ministerstvo národní obrany povolat podle potřeby příslušníky I. zálohy a náhradní zálohy k mimořádnému cvičení nejdéle čtyřnedělnímu. Za mimořádných okolností vláda mohla nařídit povolání příslušníků zálohy a náhradní zálohy k vykonání výjimečného čtyřnedělního cvičení ve zbrani.
Dobrovolnou brannou přípravu realizovaly občanské spolky, které se věnovaly výcviku s vojenskými prvky. Tato oblast ale netvořila součást systému podle branného zákona z roku 1920. Se vznikem Československé republiky začalo působit množství dobrovolnických vojenských útvarů, které prozatímně nahrazovaly vojsková tělesa pravidelné armády. Aktivně si počínali především členové tělovýchovné organizace Sokol a dělnických jednot. Největším dobrovolnickým útvarem se stala Slovácká brigáda, jež působila od konce roku 1918 na jihovýchodní Moravě. K nejvýznamnějším útvarům patřily také čtyři pluky Stráže svobody. Dobrovolníci vykonali strážní úkoly v Praze i v řadě dalších měst a zajišťovali sporná území republiky (pohraniční oblasti českých zemí a Slovenska).
V roce 1938 byla provedena mimořádná opatření v květnu a červnu 1938. V jejich rámci byl povolán 1. ročník I. zálohy (odvodní ročník 1935) a vybraní záložníci z ostatních ročníků. Při mobilizaci v září 1938 byli povoláni záložníci, kteří k datu vyhlášení mobilizace nedosáhli 40 let věku a všichni mladší příslušníci I. zálohy. Ke Stráži obrany státu, která v době mobilizace podléhala vojenskému velení, nastoupilo jisté množství dobrovolníků. Vojenskému velení podléhali v té době i členové spolků s branným zaměřením. Spolu s příslušníky Československé armády se podíleli na ostraze důležitých objektů v zázemí. MNO se v té době připravovalo také na příjem zahraničních dobrovolníků. Pro jejich výcvik byly na východě republiky zřízeny zvláštní výcvikové tábory.

### Období 2. světové války
Vojenské osoby vstupovaly do odboje po 15. březnu 1939 dobrovolně, ale již 17. listopadu 1939 vydal zahraniční Československý národní výbor v Paříži mobilizační rozkaz. V letech 1944–1945 byl na osvobozovaných územích Československé republiky opětovně aplikován branný zákon z roku 1920 a další branné předpisy, vyplývající ze stavu branné pohotovosti státu.

### Po 2. světové válce
Systém záloh v letech 1945–1949 vycházel z branného zákona ze dne 19. března 1920, č. 193 Sb. z. a n. Pro období 1949–1989 upravuje systém záloh branný zákon ze dne 23. března 1949, č. 92 Sb. Tento zákon stanovil, že po vykonání základní vojenské služby byl voják přeložen do zálohy dnem, který následoval po dni skončení základní služby atd. Záložníci z počtu mužstva a poddůstojníků byli povinni vykonat vojenské cvičení v úhrnné době 16 týdnů. Náhradní záložníci, jakož i záložníci, kteří konali základní službu kratší než tři čtvrtiny základní služby, byli povinni vojenským cvičením v úhrnné době 20 týdnů. Důstojníci v záloze byli povinni vojenským cvičením v úhrnné době 20 týdnů.
Brannou přípravu do roku 1949 zabezpečovaly spolky navazující na předválečné období např. Sokol, Svaz brannosti. V roce 1951 jejich funkci přebírá nově zřízený Svazarm.
V letech 1945–1989 Československá lidová armáda nemobilizovala. Pokud byla donucena navýšit počet stavy mírové armády, povolávala záložní ročníky na mimořádná vojenská cvičení (krize v Maďarsku 1956) nebo ponechala v činné službě druhé ročníky vojáků základní služby (tzv. Karibská krize). Vstup vojsk států Organizace Varšavské smlouvy na území ČSSR 21. srpna 1968 se nijak záložních ročníků ČSLA nedotkl.

### Současnost
Obdoba nynějších aktivních záloh nebyla v branných systémech z let 1918–1989 známa. Současný systém aktivních záloh začal vznikat v roce 1999, kdy tehdejší náčelník Generálního štábu armádní generál Jiří Šedivý povolal záložníky na první dobrovolná vojenská cvičení. V té době vůbec první dobrovolné cvičení vojáků v záloze proběhlo 11. – 15. října 1999 ve VVP Jince na cílové ploše Bahna. Z účastníků dobrovolných cvičení postupně vznikala jádra útvarů aktivních záloh, která se podílejí na organizaci aktivních záloh mnohdy dodnes.
Útvary aktivních záloh začaly být soustavně budovány od roku 2002. V jednotlivých krajích vznikly 1. ledna 2004 krajské pěší roty, které jsou určeny zejména k obraně teritoria,  pomáhání při živelních pohromách a ochraně a obraně objektů důležitých pro obranu státu v rizikových situacích, např. při aktuální silné hrozbě teroristického útoku. Kromě toho jsou postupně zakládány specializované útvary aktivních záloh u jednotlivých druhů vojsk (tanková rota, ženijní rota, útvar speciálních sil atd.)
Oficiálně aktivní záloha vznikla na základě potřeb Armády České republiky a zájmu vojáků v záloze o zařazení do jejích jednotek k 1. lednu 2004. Dnem 1. ledna 2004 vzniklo 14 pěších rot (tehdy nazývaných strážních), v každém kraji České republiky jedna. Dále vznikaly a vznikají nové jednotky AZ i mimo tyto pěší roty.
Od roku 2016 byla zavedena možnost povolat vojáka v aktivní záloze na operační nasazení na dobu až 7 měsíců v kalendářním roce pro plnění úkolů ozbrojených sil. Od července 2023 se tato doba navýšila na 9 měsíců v kalendářním roce.  Povolat je možné i do zahraniční operace, tam ale pouze se souhlasem vojáka v aktivní záloze. Dosud se zahraničních misí zúčastnilo zhruba 100 vojáků v aktivní záloze (Afghánistán, Pobaltí, Mali, Slovensko).
S novou úpravou branné legislativy, respektive přijetím zákona č. 46/2016 o službě vojáků v záloze, výrazně vzrostl počet uchazečů o službu v AZ. V roce 2022 přesáhl počet příslušníků aktivní zálohy počet 4 000. V souvislosti s útokem vojsk Ruské federace na Ukrajinu v únoru 2022 výrazně stoupl počet uchazečů o službu v AZ. Zároveň s tím se zvýšil počet zájemců o absolvování dobrovolného vojenského cvičení.
Podle nové branné legislativy, která vstoupila v platnost roku 2023 je rovněž možné občana České republiky dobrovolně předurčit ke službě v Ozbrojených silách ČR. Pro občana se jedná o nejjednodušší zapojení do obrany státu, v míru obnáší pouze zdravotní prohlídku, prohlášení o nepodporování hnutí směřující k potlačení práv a svobod a komunikaci s rekrutačním střediskem a krajským vojenským velitelstvím.
| Jednotky AZ u útvarů AČR a organizací MO                                              | Jednotky AZ u útvarů AČR a organizací MO |
| ------------------------------------------------------------------------------------- | ---------------------------------------- |
| útvar                                                                                 | místo                                    |
| 5. středisko záloh 601. SKSS                                                          | Prostějov                                |
| Jednotka AZ Centra podpory speciálních sil                                            | Olomouc                                  |
| Jednotka AZ speciálních odborností VeV-VA                                             | Vyškov na Moravě                         |
| Jednotka AZ Agentury vojenského zdravotnictví                                         | Těchonín                                 |
| Jednotka AZ 6. polní nemocnice                                                        | Hradec Králové                           |
| Jednotka AZ 7. polní nemocnice                                                        | Hradec Králové                           |
| Jednotka AZ Agentury komunikačních a informačních systémů                             | Lipník nad Bečvou                        |
| Jednotka AZ Posádkového velitelství Hlavního města Prahy                              | Praha                                    |
| Rota AZ podpory operací                                                               | Pardubice                                |
| Jednotka AZ Velitelství teritoria                                                     | Tábor                                    |
| Jednotka AZ Velitelství kybernetických sil a informačních operací                     | Brno, Olomouc                            |
| Jednotka AZ Vojenského zpravodajství                                                  | Praha                                    |
| Strážní čety AZ Hradní stráže                                                         | Praha                                    |
| Oddělení AZ Vojenské policie Olomouc                                                  | Olomouc                                  |
| Oddělení AZ Vojenské policie Tábor                                                    | Tábor                                    |
| Oddělení AZ Vojenské policie Praha                                                    | Praha                                    |
| Jednotky AZ u vzdušných sil AČR                                                       |                                          |
| Rota bojového zabezpečení AZ 21.zTL                                                   | Čáslav                                   |
| Letecký roj AZ 21.zTL                                                                 | Čáslav                                   |
| Technický roj AZ 21.zTL                                                               | Čáslav                                   |
| Rota bojového zabezpečení AZ 22.zVrL                                                  | Náměšť nad Oslavou                       |
| Letecký roj AZ 22.zVrL                                                                | Náměšť nad Oslavou                       |
| Technický roj AZ 22.zVrL                                                              | Náměšť nad Oslavou                       |
| Rota bojového zabezpečení AZ 24.zDL                                                   | Praha – Kbely                            |
| Letecký roj AZ 24.zDL                                                                 | Praha – Kbely                            |
| Technický roj AZ 24.zDL                                                               | Praha – Kbely                            |
| Rota bojového zabezpečení AZ 25.plrp                                                  | Strakonice                               |
| Rota bojového zabezpečení AZ 26.pVŘPz                                                 | Brandýs nad Labem – Stará Boleslav       |
| Strážní četa AZ Správy letiště Pardubice                                              | Pardubice                                |
| Jednotka AZ Letištního stanoviště letových provozních služeb Správy letiště Pardubice | Pardubice                                |
| Jednotky AZ u pozemních sil AČR                                                       |                                          |
| Palebná baterie AZ 13.dp                                                              | Jince                                    |
| Četa dekontaminace AZ 31.prchbo                                                       | Liberec                                  |
| Četa průzkumu AZ 31.prchbo                                                            | Liberec                                  |
| 5. komando AZ 43.vp                                                                   | Chrudim                                  |
| Mechanizovaná rota a minometná četa AZ 41.mpr                                         | Žatec                                    |
| Mechanizovaná rota a minometná četa AZ 42.mpr                                         | Tábor                                    |
| Motorizovaná rota a minometná četa AZ 44.lmopr                                        | Jindřichův Hradec                        |
| Mechanizovaná rota AZ 71.mpr                                                          | Hranice                                  |
| Mechanizovaná rota AZ 72.mpr                                                          | Přáslavice                               |
| Mechanizovaná rota AZ 74.mpr                                                          | Bučovice                                 |
| Tanková rota AZ 73.tpr                                                                | Přáslavice                               |
| Průzkumná rota 102.pzpr                                                               | Prostějov                                |
| Zásobovací rota AZ 141.záspr                                                          | Pardubice                                |
| Četa oprav přepravní techniky AZ 142.pro                                              | Klatovy                                  |
| Záchranná rota AZ 151.žpr                                                             | Bechyně                                  |
| Záchranná rota AZ 153.žpr                                                             | Olomouc                                  |
| Pontonová rota AZ 152.žpr                                                             | Bechyně                                  |
| Četa rušení AZ 532.prEB                                                               | Opava                                    |
| Teritoriální jednotky                                                                 |                                          |
| 14 pěších rot AZ                                                                      | V každém kraji ČR                        |
| celkový počet vojáků v aktivních zálohách: přes 4 000                                 |                                          |